# Fyrkaraktär
Fyrkaraktär kallas det sätt på vilket en fyr, ett fyrskepp eller ett sjömärke lyser och är mörkt på ett periodiskt sätt för att underlätta identifiering.
Fyrkaraktärerna för fyrar anges i sjökort med särskilda beteckningar som fastställts av International Association of Lighthouse Authorities (IALA-AISM). Fyrkaraktären Gp Oc(3) 10s 15m 10M anger till exempel att ljuset är gruppvis intermittent (Gp Oc) i grupper om tre (3) med en period om tio sekunder (10s). Fyren förmörkas med andra ord tre gånger i snabb följd var tionde sekund. Vidare framgår att fyrens ljus är femton meter ovanför vattenytan (15m) och att fyrens lysvidd är tio distansminuter (10 M, cirka 19 kilometer). Så långt syns alltså fyren, givet god sikt och att observatören vid behov är på minst 5 meters höjd (från småbåtar kan fyren vara bortom horisonten).
I fyrkaraktären anges ljusets färg med bokstäverna W (white) för vit, R (red) för röd och G (green) för grön. Sekundangivelserna avser fyrkaraktärens period, den tid det tar tills fyrkaraktären börjar upprepas. För att gå fri från grund ska fartyget i allmänhet (i den del av farleden där fyren är avsedd att användas) hålla sig inom den vita ljussektorn. Kommer fartyget vid färd i riktning mot fyren utanför sektorn åt babord ändrar fyrens ljus till rött ljus. Genom att styra fartyget så att sidan med babords lanterna (röd) vänds mot det röda fyrljuset kommer fartyget åter in i den vita sektorn och vice versa om ett grönt ljus blir synligt då fartygets styrbordsida med den gröna lanternan vänds mot fyren.
Nedan följer en tabell som visar olika grundkaraktärerna fyrar kan ha, med ett exempel för varje grundkaraktär. Färgerna kan förstås vara olika och antal blixtar (siffran inom parentes) varieras i det oändliga.
| Namn                           | Förkortning | Förklaring |  |
| ------------------------------ | ----------- | --- |  |
| Fixed light                    | FW          | Fast sken (vit). |  |
| Flashing light                 | Fl          | Blixt, vanligtvis 0,7s lång. |  |
| Group-flashing light           | Fl(3)       | Gruppblixt, siffran inom parentes anger antal blixtar i varje grupp.                                                                                        |  |
| Quick light                    | Q           | Snabblixt, 50-79 regelbundet återkommande blixtar per minut.                                                                                                |  |
| Very quick light               | VQ          | 80-149 regelbundet återkommande blixtar per minut. |  |
| Continuous ultra quick light   | UQ          | 150 eller fler regelbundet återkommande blixtar per minut.                                                                                                  |  |
| Long-flashing light            | LFl         | Minst 2 sekunder lång ljusblänk, där mörkertiden är minst 3 gånger så lång som blänken.                                                                     |  |
| Isophase light                 | Iso         | Isofas, ljus under första halva perioden och mörker under andra halvan.                                                                                     |  |
| Occulting light                | Oc          | Intermittent sken, fyren lyser längre tid än vad den är mörk under perioden.                                                                                |  |
| Group-occulting light          | Oc(2)       | Gruppvis intermittent sken. |  |
| Morse Code light               | Mo(4)       | Ljusblänk som bildar morsesignaler enligt informationen inom parentes.                                                                                      |  |
| Composite group-flashing light | (3+2)       | Tillägg för fyrar med karaktärer av typ Fl, Oc eller LFl. Ljusblänken är uppdelade i 2 grupper.                                                             |  |
| Interrupted quick light        | IQ          | Regelbundna ljusblixtar av Q-karaktär som plötsligt upphör under resten av perioden. Kan finnas på fyrar där ljusblixtarna har karaktärerna Q, VQ eller UQ. |  |
| Fixed and flashing light       | F Fl        | Konstant sken med regelbundna förstärkta ljusblänk. |  |
| Alternating light              | Al WR       | Växlande färgblänk. Bokstäverna efter anger färgerna som visas under perioden.                                                                              |  |
| Extinguished                   | (exting)    | Släckt fyr. |  |
| Occasional                     | (occas)     | Tillfällig fyr. |  |